# Ormalingen
Ormalingen (toponimo tedesco) è un comune svizzero di 2 176 abitanti del Canton Basilea Campagna, nel distretto di Sissach.

## Monumenti e luoghi d'interesse

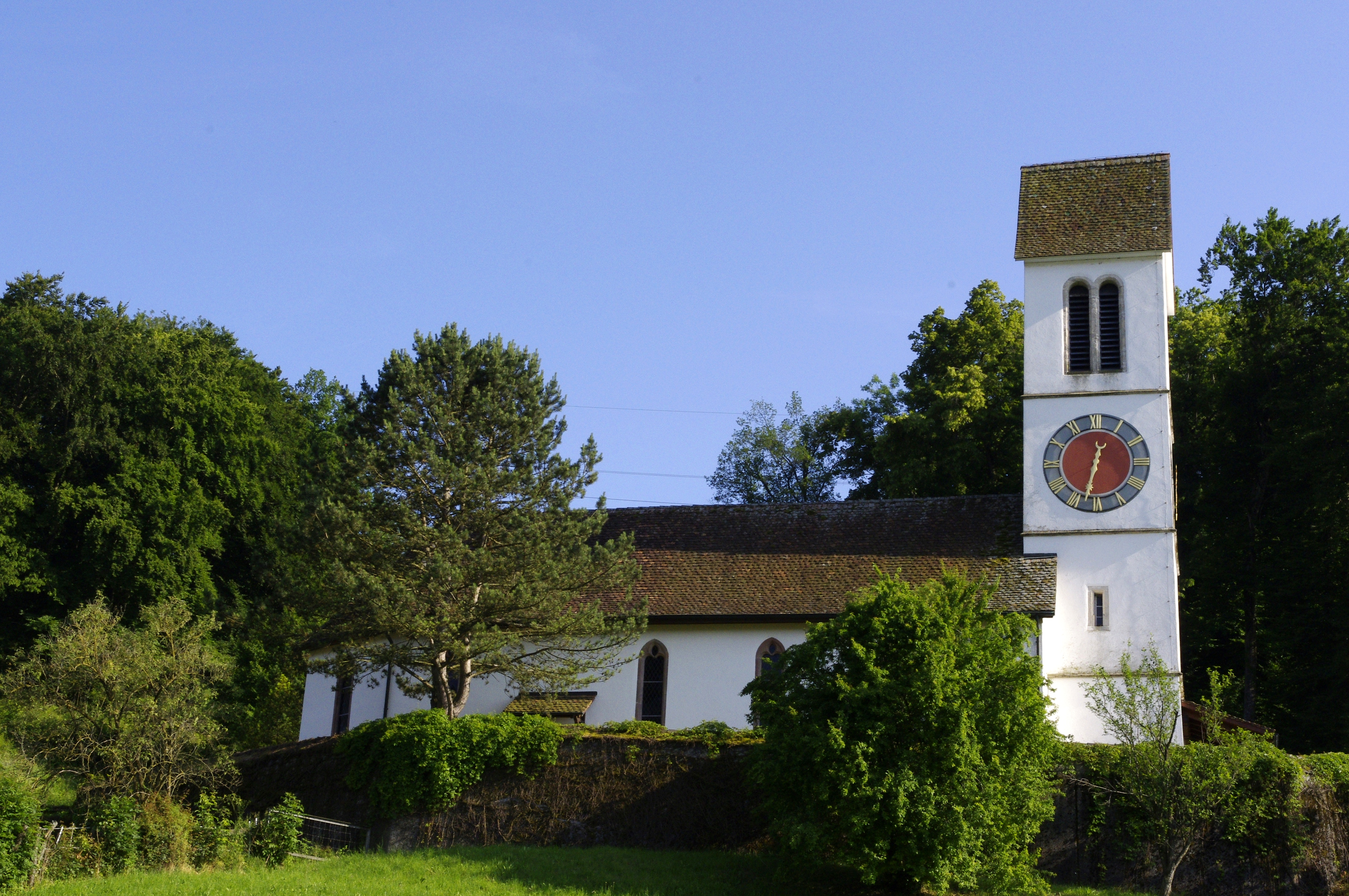
La chiesa riformata

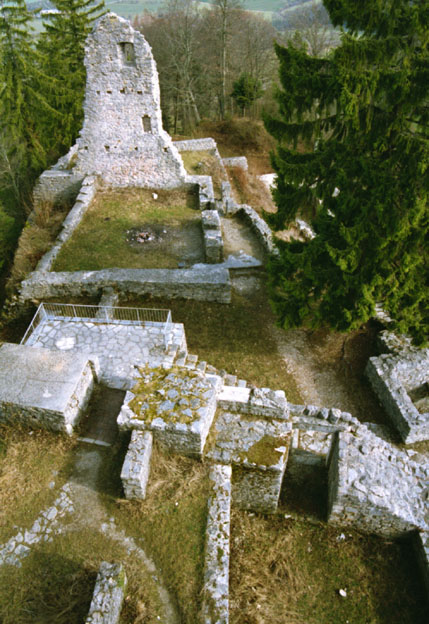
Le rovine del castello di Farnsburg

- Chiesa riformata (già di San Nicola), eretta nel 1340[1];
- Rovine del castello di Farnsburg[1].

## Società

### Evoluzione demografica
L'evoluzione demografica è riportata nella seguente tabella:
Abitanti censiti

## Amministrazione
Ogni famiglia originaria del luogo fa parte del cosiddetto comune patriziale e ha la responsabilità della manutenzione di ogni bene ricadente all'interno dei confini del comune.